# Bheeman Raghu
Bheeman Raghu (ur. 6 października 1953) – indyjski aktor.
Urodził się w Changanacherry w dystrykcie Kottayam na terenie dzisiejszego stanu Kerala. Jest synem K. P. Damodarana Naira i Thankammy. Początkowo pracował w policji, w Mollywood zadebiutował grając w Ghar (1978). Wciela się głównie w role negatywne. Jego filmografia (do 2013) obejmuje przeszło 400 tytułów.